# タラプール原子力発電所
タラプール原子力発電所（英語: Tarapur Atomic Power Station、TAPS）はインドのマハーラーシュトラ州パラー県タラプールに位置する原子力発電所。

## 歴史
当初は1963年の米・印・IAEA間の123協定の下ベクテルとGEによって2基の210MWe級の沸騰水型炉（BWR）が建設された。1号機と2号機の発電容量は技術的問題から160MWeに減らされた。1、2号機は1969年10月28日に商用運転を始めた。これらはアジアで初の沸騰水型炉であった。
2000年からは追加で2基の540MW級の大型加圧水型重水炉（PHWR）がラーセン&トゥブロとギャモン・インディアによって建設が行われ、もともとの見積価格内で7ヶ月前倒しで建設が終了した。3号機は2006年8月18日に、4号機は2005年9月4日に商用運転を開始した。

## 運用
合計出力は1400MWであり、タラプールはインドで最大の原子力発電所である。施設はインド原子力発電公社（NPCIL）によって運用されている。
運転員はTAPS居住地と呼ばれる団地に住んでおり、この団地は最寄の鉄道駅であるボイサー（ Boisar）から15分程度の位置にある。団地もインドとアメリカの従業員のためにベクテルが建設した。このため、団地はきちんとした歩道、広々とした家、テニスコートとクラブ、スイミングプール、売店などアメリカ風のたたずまいになっている。もともとのアメリカの住民は去ったものの、居住地の繁栄は続いている。
団地は政府の後援の原子力エネルギー教育学会（Atomic Energy Education Society、AEES）の下、3校の学校（ケンドリヤ・ヴィッディヤラヤ）が運営されていることが特徴となっている。一番近い海岸のチンチャニ（Chinchani）は団地から7kmほどの位置にある。

## 安全上の懸念
1、2号機に採用されている沸騰水型炉は福島第一原子力発電所の原子炉と類似している。原子炉の使用年数と古い設計は安全上の懸念が高まっており、地元主張の一人によると2基の原子炉はすでに当初の設計寿命を16年越えて運用されている。当初の設計寿命は発電量が210MWeで40年であったが、後に発生した技術的問題から運用されている発電量は160MWeである。したがって、原子炉の専門家や関係者によれば、1、2号機の補正された寿命は2012年3月の時点でそれぞれ残り23年と24年であるとされる。
タラプール原発はインドの多くの電力生産設備に与えられる最高安全賞を受賞している
2007年、原子力規制委員会（AERB）が1、2号機の耐震安全性を評価し、多くの不足が報告されたためNPCILは地震センサーを設置した。
2011年、インド工科大学やインド気象局の専門家10人の委員からなるAERBはタラプール原発の地震や津波への虚弱性について評価した 。
元AERBの理事であったA. Gopalakrishnanは1、2号機は福島第一原発事故に遭った原子炉よりもはるかに古く、すぐに廃炉すべきであると述べた

## 原子炉
| 原子炉           | 原子炉形式             | 正味発電量 | 総発電量 | 建設開始      | 送電網同期    | 商用運転       | 停止 |
| ---------------- | ---------------------- | ---------- | -------- | ------------- | ------------- | -------------- | ---- |
| 1号機 （TAPS-1） | BWR                    | 150 MW     | 160 MW   | 1964年10月1日 | 1969年4月1日  | 1969年10月28日 |      |
| 2号機 （TAPS-2） | BWR                    | 150 MW     | 160 MW   | 1964年10月1日 | 1969年5月5日  | 1969年10月28日 |      |
| 3号機 （TAPS-3） | 加圧水型重水炉（PHWR） | 490 MW     | 540 MW   | 2000年5月12日 | 2006年6月15日 | 2006年8月18日  |      |
| 4号機 （TAPS-4） | PHWR                   | 490 MW     | 540 MW   | 2000年3月8日  | 2005年4月6日  | 2005年9月12日  |      |

## 註
1. 1 2  “NPCIL Active Plants”. NPCIL Tarapur Atomic Power Station.   NPCIL. 2020年8月28日閲覧。
2. ↑  北緯19度48分58秒 東経72度44分35秒 / 北緯19.816度 東経72.743度
3. 1 2  Fears India risks its own Fukushima
4. ↑  Atomic Energy Regulatory Board not quite subatomic - ウェイバックマシン（2016年3月5日アーカイブ分）
5. ↑  AERB committee forms sub-group to carry Tarapur plant audit - ウェイバックマシン（2012年10月15日アーカイブ分）
6. ↑  Doubts raised on Tarapur nuclear plant’s safety[リンク切れ]
7. ↑  “Nuclear Power Reactor Details -  TARAPUR-1”. Power Reactor Information System.  International Atomic Energy Agency (IAEA). 2020年8月28日閲覧。
8. ↑  “Nuclear Power Reactor Details -  TARAPUR-2”. Power Reactor Information System.  International Atomic Energy Agency (IAEA). 2020年8月28日閲覧。
9. ↑  “Nuclear Power Reactor Details -  TARAPUR-3”. Power Reactor Information System.  International Atomic Energy Agency (IAEA). 2020年8月28日閲覧。
10. ↑  “Nuclear Power Reactor Details -  TARAPUR-4”. Power Reactor Information System.  International Atomic Energy Agency (IAEA). 2020年8月28日閲覧。